# ¡Buen Viaje!
¡Buen Viaje! (estilizado como ¡BUEN VIAJE!) é um canal de televisão por assinatura espanhol, dedicado exclusivamente a viagens e turismo. Lançado em 13 de abril de 2023, o canal pertence e é operado pela AMC Networks International Southern Europe. É o primeiro e único canal linear na Espanha com uma programação totalmente focada no universo das viagens.

## História
O lançamento do ¡Buen Viaje! em 2023 marcou a expansão do portfólio da AMC Networks International Southern Europe no mercado espanhol. Manuel Balsera, diretor executivo da AMC Networks International Southern Europe, expressou orgulho no lançamento, destacando que o canal visa "trazer aos espectadores ideias novas e emocionantes através de uma ampla variedade de conteúdo atual, exclusivo e de prestígio de todo o mundo". A criação do canal surgiu da crescente demanda por programas de viagem que oferecessem uma perspectiva mais profunda e autêntica do que as abordagens turísticas tradicionais. A proposta foi concebida para atrair viajantes curiosos e responsáveis, em vez de apenas turistas casuais.